# Sleeping Dogs (film, 2024)
Pour les articles homonymes, voir Sleeping Dogs (homonymie).
Pour plus de détails, voir Fiche technique et Distribution.
Sleeping Dogs est un film américano-australien réalisé par Adam Cooper et sorti en 2024. Il s'agit d'une adaptation du roman Jeux de miroirs d'Eugen Ovidiu Chirovici.

## Synopsis
Ancien inspecteur de la brigade criminelle, Roy Freeman souffre désormais de certains effets de la maladie d'Alzheimer. Alors qu'il prend un traitement contre cela, on lui demande de se replonger dans une ancienne affaire. Dix ans plus tôt, son enquête sur le meurtre du Pr Joseph Wieder avait conduit à l'incarcération d'un suspect, qui clame aujourd'hui son innocence.

## Fiche technique
Sauf indication contraire, les informations mentionnées dans cette section peuvent être confirmées par la base de données cinématographiques IMDb,  présente dans la section « Liens externes ».
- Titre original : Sleeping Dogs
- Réalisation : Adam Cooper
- Scénario : Adam Cooper et Bill Collage, d'après le roman Jeux de miroirs d'Eugen Ovidiu Chirovici
- Musique : David Hirschfelder
- Direction artistique : Colin Robertson
- Décors :
- Costumes : Zed Dragojlovich
- Photographie : Ben Nott
- Montage : Matt Villa
- Production : Bill Collage, Adam Cooper, Mark Fasano, Deborah Glover, Arun Kumar, Pouya Shahbazian
- Sociétés de production : Film Victoria, Gramercy Park Media, Highland Film Group et Nickel City Pictures ; en association avec G2 Dispatch, Gala Media Capital, JaiD7 Pictures et Screen Australia
- Sociétés de distribution : The Avenue Entertainment (États-Unis), Rialto Distribution (Australie)
- Budget : N/A
- Pays de production :  États-Unis,  Australie
- Langue originale : anglais
- Format : couleur
- Genre : thriller, film à énigme
- Dates de sortie[2] :
  - États-Unis : 22 mars 2024
  - France : 15 août 2025 sur Prime Vidéo
- Classification[3] :
  - États-Unis : R

## Distribution
- Karen Gillan (VF : Laëtitia Lefebvre) : Laura Baines / Elizabeth Westlake
- Russell Crowe (VF : Emmanuel Jacomy) : Roy Freeman
- Marton Csokas (VF : Boris Rehlinger) : Dr Joseph Wieder
- Tommy Flanagan (VF : Patrick Raynal) : Jimmy Remis
- Harry Greenwood (en) (VF : Jean-Christophe Dollé) : Richard Finn
- Kelly Greyson (VF : Audrey Sourdive) : Emily Dietz
- Thomas M. Wright (VF : Jérémie Bédrune) : Wayne Devereaux
- Elizabeth Blackmore (VF : Ingrid Donnadieu) : Dana Finn
- Lynn Gilmartin (en) (VF : Emmanuelle Bodin) : Diane Lynch
- Pacharo Mzembe (en) (VF : Mohad Sanou) : Isaac Samuel
- Paula Arundell (en) (VF : Dorylia Calmel) : Susan Avery

## Production
Le scénario, écrit par Adam Cooper et Bill Collage, est une adaptation du roman Jeux de miroirs (The Book of Mirrors) de l'écrivain roumain Eugen Ovidiu Chirovici publié en 2015. Adam Cooper est également annoncé comme réalisateur, une grande première pour lui. Le film est produit par Mark Fasano (et sa société Nickel City Pictures), Adam Cooper, Bill Collage et Pouya Shabazian. En août 2022, Russell Crowe est annoncé dans l'un des rôles principaux,.
En février 2023, Karen Gillan, Marton Csokas, Harry Greenwood et Thomas M. Wright rejoignent également la distribution.
Le tournage débute en février 2023 dans l’État australien de Victoria,,,. Les prises de vues s'achèvent en mai 2023.